# پل نیکولاس (بازیگر)
پل نیکولاس (انگلیسی: Paul Nicholls؛ زادهٔ ۱۲ آوریل ۱۹۷۹) بازیگر اهل انگلستان است. وی از سال ۱۹۹۰ میلادی تاکنون مشغول فعالیت بوده‌است.
از فیلم‌ها یا برنامه‌های تلویزیونی که وی در آن نقش داشته‌است، می‌توان به اگر می‌شد، سرقت در روز روشن، سنگر و باروت، خیانت و دسیسه اشاره کرد.